# Lasioptera taroiae
Lasioptera taroiae är en tvåvingeart som först beskrevs av Grover 1965.  Lasioptera taroiae ingår i släktet Lasioptera och familjen gallmyggor. Inga underarter finns listade i Catalogue of Life.